# Eddie Adams
Eddie Adams (12 iunie 1933-18 septembrie 2004) a fost un fotograf și fotojurnalist american, cunoscut pentru realizarea de portrete ale celebrităților și politicienilor, dar și pentru acoperirea a 13 războaie. A câștigat un Premiu Pulitzer în 1969.  

Adams s-a alăturat United States Marine Corps (Infanteria Marină a SUA)  în 1951, în timpul  Războiului din Coreea ca și fotograf de război. Una dintre misiunile sale a fost aceea de a fotografia întreaga zonă demilitarizată de la un capăt la celălalt, urmând îndeaproape războiul. Finalizarea acestei acțiuni a durat mai bine de o lună.

## Fotografia câștigătoare a Premiului Pulitzer
În timpul acoperirii Războiului din Vietnam, când activa ca fotograf de război pentru Associated Press a realizat cea mai cunoscută fotografie a sa-fotografia în care șeful poliției, Generalul Nguyễn Ngọc Loan, execută un prizonier al Viet cong-ului, Nguyễn Văn Lém, pe o stradă din Saigon, în 1 februarie 1968, în timpul fazei de început a Tet Offensive. 
Adams a câștigat Premiul Pulitzer pentru fotografia de știre, în 1969 și un premiu World Press Photo pentru fotografie ( sub titlul ,,Generalul Nguyen Ngoc Loan executând un prizonier Vietcong, în Saigon),  dar mai târziu și-ar fi deplâns notorietatea. Scriitorul și criticul David D. Perlmutter  subliniază că ,,niciun material de film nu a suferit atât de multe pagube ca și fotografia lui Eddie Adams făcută pe o stradă din Saigon. Când oamenii vorbesc sau scriu despre Tet Offensive , cel puțin o propoziție este dedicată (cel mai adesea cu o ilustrație) fotografiei lui Eddie Adams.

Despre  Nguyen Ngoc Loan și despre faimoasa sa fotografie, Adams a scris în Time, în 1998: ,,Doi oameni au murit în acea fotografie: destinatarul glonțului și Generalul Nguyen Ngoc Loan. Generalul a ucis un membru al Viet-cong-ului;  eu l-am ucis pe general cu aparatul meu. Fotografiile încă sunt cele mai puternice arme din lume. Oamenii cred în ele, dar fotografiile mint, chiar și fără a manipula. Ele arată doar jumătate de adevăr. Ceea ce fotografia nu a spus a fost: „Ce ai fi făcut dacă tu ai fi fost generalul, în momentul și în locul acela, în acea zi fierbinte și l-ai fi prins pe așa-zisul răufăcător după ce a împrăștiat unul, doi sau trei americani?” Această fotografie i-a încurcat cu adevărat viața. Niciodată nu m-a învinuit. Mi-a spus că dacă nu aș fi făcut fotografia, altcineva ar fi făcut-o, dar m-am simțit prost față de el și față de familia lui o lungă perioadă de timp. I-am trimis flori când am aflat că a murit și am scris <<Îmi pare rău. Am lacrimi în ochi>>".

Adams a mărturisit la un moment dat: ,,Aș fi preferat, mai degrabă, să fiu cunoscut pentru seriile de fotografii pe care le-am făcut celor 48 de refugiați vietnamezi care au reușit să navigheze înspre Thailanda într-o barcă, doar pentru a fi remorcați  în largul mării de marinari thailandezi. ” Fotografiile și reportajul care le-a însoțit l-au convins pe președintele  Jimmy Carter să ofere azil pentru cei aproape 200 000 de refugiați. A câștigat Medalia de Aur Robert Capa de la Overseas Press Club în 1977, pentru seriile de fotografii din eseul său, ,,Barca fără zâmbete” (publicată de către Associated Press). Adams a remarcat: ,,Am făcut bine și nimeni nu a fost rănit!”

## Premii
Adams a primit peste 500 de premii, printre care Premiul Pulitzer în 1969, Premiul  George Polk  pentru fotografia de știre în 1968, 1977 și 1978 și numeroase premii de la World Press Photo, NPPA, Sigma Delta Chi, Overseas Press Club și multe alte organizații.

Eddie Adams a murit în New York datorită unei complicații a sclerozei laterale amiotrofice de care suferea. Moștenirea lui Adams este dusă mai departe prin Barnstorm: Workshop-ul lui Eddie Adams, un work-shop de fotografie pe care l-a creat în 1988.
El este subiectul unui film-documentar, An unlikely weapon, regizat de Susan Morgan Cooper și relatat de Kiefer Sutherland. 